# Gjermundbufyndet

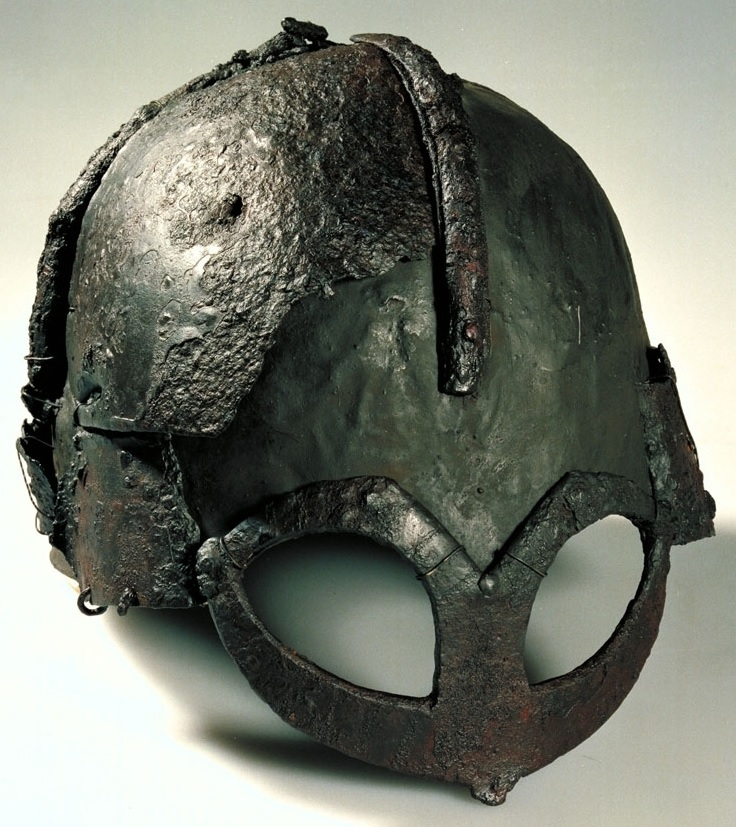
Vikingatida hjälm från fyndet

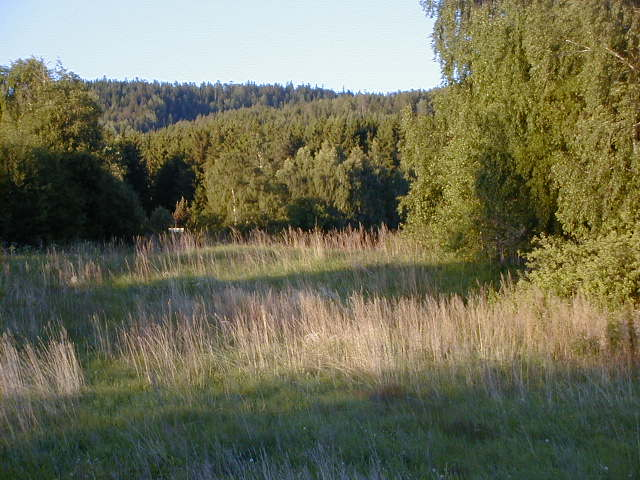
Gravhögen som innehöll fyndet.

Gjermundbufyndet utgörs av två vikingatida brandgravar från gården Gjermundbu i Ringerike kommun i Norge, som hittades den 30 mars 1943.

## Gjermundbu I
Av de två gravarna är det främst den ena, Gjermundbu I, som har tilldragit sig intresse eftersom den är en av Norges rikaste vikingatida mansgravar. Graven är daterad till 900-talet och i gravinventariet ingår ett svärd, två spjutspetsar, två yxhuvuden, fyra sköldbucklor samt en fragmentarisk ringbrynjeskjorta. Därtill den enda vikingatida hjälm som påträffats i Norden, "Gjermundbuhjälmen"; den enda andra är Yarmfyndet(en) i Storbritannien.

### Gjermundbuhjälmen

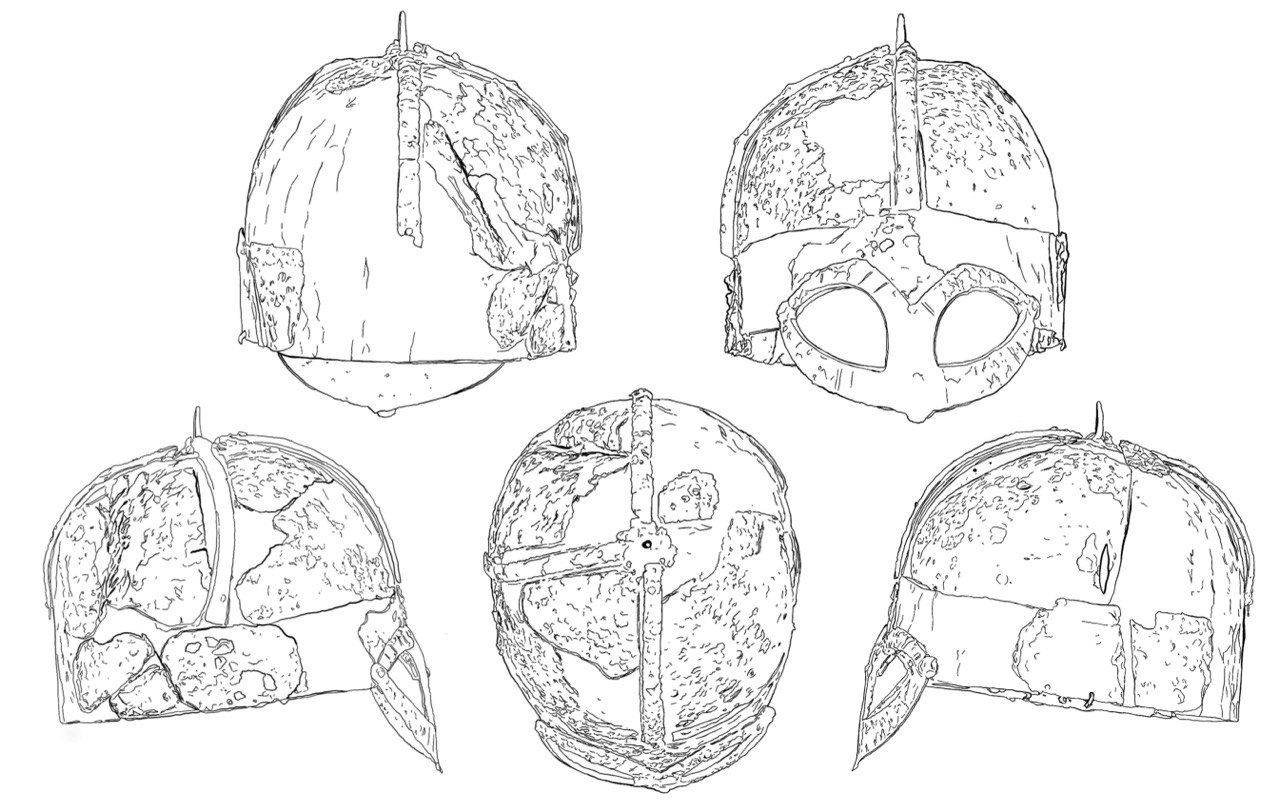
Gjermundbuhjälmen från olika vinklar.

Gjermundbuhjälmen är daterad till cirka 875 men ska ha lagats under sent 900-tal och begravts snart därefter. Konstruktionsmässigt är hjälmen en så kallad ribbhjälm, en kupol hopnitad av järnband och järnplattor, vilket var en vanlig konstruktion i Europa under yngre järnålder. Typmässigt är den en så kallad "maskhjälm", en typ av visirhjälm med fast halvmaskvisir som var vanlig i Nordeuropa under vendeltiden och vikingatiden. Flera maskhjälmar från vendeltiden har hittats bland annat vid båtgravfältet i Vendel och Valsgärde i Sverige. Visiret är gjort av kindskenor sammankopplade med en nässkena som bildar två stora ögonöppningar, liknande glasögon. Typen kallas därav för "glasögonhjälm" på tyska och engelska (tyska: Brillenhelm, engelska: spectacle helmet). Runt hjälmkanten finns fästen för nackskydd av ringväv.
Hjälmen tycks i helhet vara en mer utvecklad och stridsduglig variant av dess Vendeltida föregångare, men är konstnärsmässigt sett långt efter "prakthjälmarna" från Vendel och Valsgärde.